# Малые Лесковичи
Малые Лесковичи (бел. Малыя Лясковічы) — деревня в Берёзовском районе Брестской области Белоруссии. Входит в состав Сигневичского сельсовета.

## География
Деревня находится в центральной части Брестской области, при автодороге Н-81, на расстоянии приблизительно 21 километра (по прямой) к юго-юго-западу от города Берёза, административного центра района. Абсолютная высота — 150 метров над уровнем моря. Площадь населённого пункта — 0,1323 км².

## История
По состоянию на 1905 год, в Малых Лесковичах проживало 106 человек. В административном отношении деревня входила в состав Черняковской волости Пружанского уезда Гродненской губернии.
Согласно Рижскому мирному договору (1921), деревня вошла в состав межвоенной Польши. Входила в состав гмины Чернякув Пружанского повета Полесского воеводства Польши. В 1921 году числилось 84 жителя, проживавших в 16 домах. В этническом составе населения того периода белорусы составляли 100 %. В конфессиональном составе населения преобладали православные христиане (100 %).
С 1939 года в БССР, с 1940 года деревня в составе Пешкинского сельсовета, который в 1954 году был переименован в Борковский сельсовет.

## Население
По данным переписи 2019 года, постоянное население в деревне отсутствовало.
| Год  | Население, человек |
| ---- | ------------------ |
| 1905 | 106                |
| 1921 | ↘ 84               |
| 2009 | ↘ 0                |
| 2019 | 0                  |